# Янішевська Оксана Альбінівна
Окса́на Альбі́нівна Яніше́вська (20 жовтня 1979 року, Миколаїв) — українська політикиня та кінопродюсерка.

## Біографія
Народилася 20 жовтня 1979 року у місті Миколаєві. Після закінчення в 1996 році середньої школи № 13 вступила до Миколаївського філіалу Національного Університету «Києво-Могилянська Академія» на факультет політології та державного управління. В 2000 році отримала диплом бакалавра, а 2001 році диплом спеціаліста та здобула кваліфікацію з політології. 
- 2009—2014 — генеральна директорка ТОВ «Медіа Інформ Групп»[1].
- 2011—2015 — депутатка Миколаївської обласної Ради від ПП «Фронт Змін».
- 2014—2018 — заступниця голови Миколаївської обласної державної адміністрації.[2]

Неодружена, виховує доньку.

## Громадська і політична активність
- 2009 — обрана Головою Ради підприємців з питань координації діяльності в галузі зовнішньої реклами [3]  в м. Миколаєві. У 2010 році переобрана Головою Ради.
- 2010 — членкиня ПП «Фронт Змін», з 2010 року — член Ради місцевої організації ПП «Фронт Змін».
- 2010 — обиралась до Миколаївської обласної Ради за партійним списком.[4]
- 2011 — Колегією галузевих рад підприємців двічі висувалася до складу Виконкому Миколаївської міської Ради.
- 2011 — Голова Миколаївської обласної громадської організації «Фронт Змін».
- 2011 — Депутатка Миколаївської обласної ради від ПП «Фронт Змін».
- 14 вересня 2014 року включена до виборчого списку політичної партії "Блок Петра Порошенка" на позачергових виборах депутатів Верховної Ради України під номером 136.
- 2014 — вересень 2018 заступниця голови Миколаївської обласної державної адміністрації.[2]

За підтримки Оксани Янішевської в Миколаєві проходили Фестиваль сучасного мистецтва «ART Листопад», конкурс соціальної реклами, оголошено проведення конкурсу «Миколаївська весна у Вікіпедії».
Виступає проти рішення про визнання російської мови регіональною.
- 2015-2018  – організаторка щорічного інвестиційного і економічного[11] форумів «Миколаївщина – надійний партнер», що кожного року збирають представників влади, бізнесу, дипломатичного корпусу різних країн, громадських організації, мас-медіа та експертів[12][13][14].

- 2016 – виступила членкинею редакційної колегії книги про усі аспекти участі жителів Миколаївської області в антитерористичній операції на сході країни «Миттєвості війни». Видання було презентовано у вересні.

- 2017 – дебютувала як продюсерка. Разом із київською режисеркою Жанною Максименко-Довгич відзняла кінострічку «Вихідний»/Holiday[15] – це колективний портрет людей країни, в яку знову прийшла війна. У вересні 2017 стрічка посіла третє місце у номінації «Документальне кіно» на всеукраїнському фестивалі короткометражного кіно «Громадський проектор»[16]. У 2018 фільм показали на фестивалі Docudays в рамках міжнародної конкурсної програми DOCU/КОРОТКО/[17], а також  відзначили дипломом всеукраїнського фестивалю короткометражного кіно «Відкрита ніч» в номінації «Неігрове кіно»[18]. Схвальні відгуки кінокритики картина отримала і на 9-ому Одеському міжнародному кінофестивалі, де була презентована в рамках конкурсної програми[19].  У вересні 2018 фільм здобув перше місце в міжнародній конкурсній програмі документального кіно на Rivne International Film Festival “Dream City” у Португалії.
- 2018 – у вересні в рамках фестивалю «Громадський проектор» як продюсерка презентувала свій другий документальний фільм «Миколаїв. Хроніки протесту»[20], робота над яким тривала півтора року. У фільмі відтворено ключові події Миколаївщини 2012-2014 років, коли миколаївці захищали свою гідність і створювали свою історію, аби не дати втілити окупантам план «Новоросія». Згодом, у листопаді до п'ятиріччя Революції гідності прем'єра фільму відбулася в Києві у кінотеатрі «Жовтень».
- 2019 – авторка телевізійного проєкту «Миттєвості війни»[21], що розповідає про долі військових і добровольців Миколаївщини після повернення з війни на Донбасі.
- 2019 – організаторка V ювілейного Південного Медіа Форуму[22], який об'єднав представників медіабізнесу, редакторів, журналістів з усієї України. На відкритті[23] Форуму виступили українські письменники Сергій Жадан та Андрій Кокотюха. В рамках медіафоруму[24] працювали три дискусійні панелі, відбулися майстер-класи для журналістів[25].